# Jost Baum

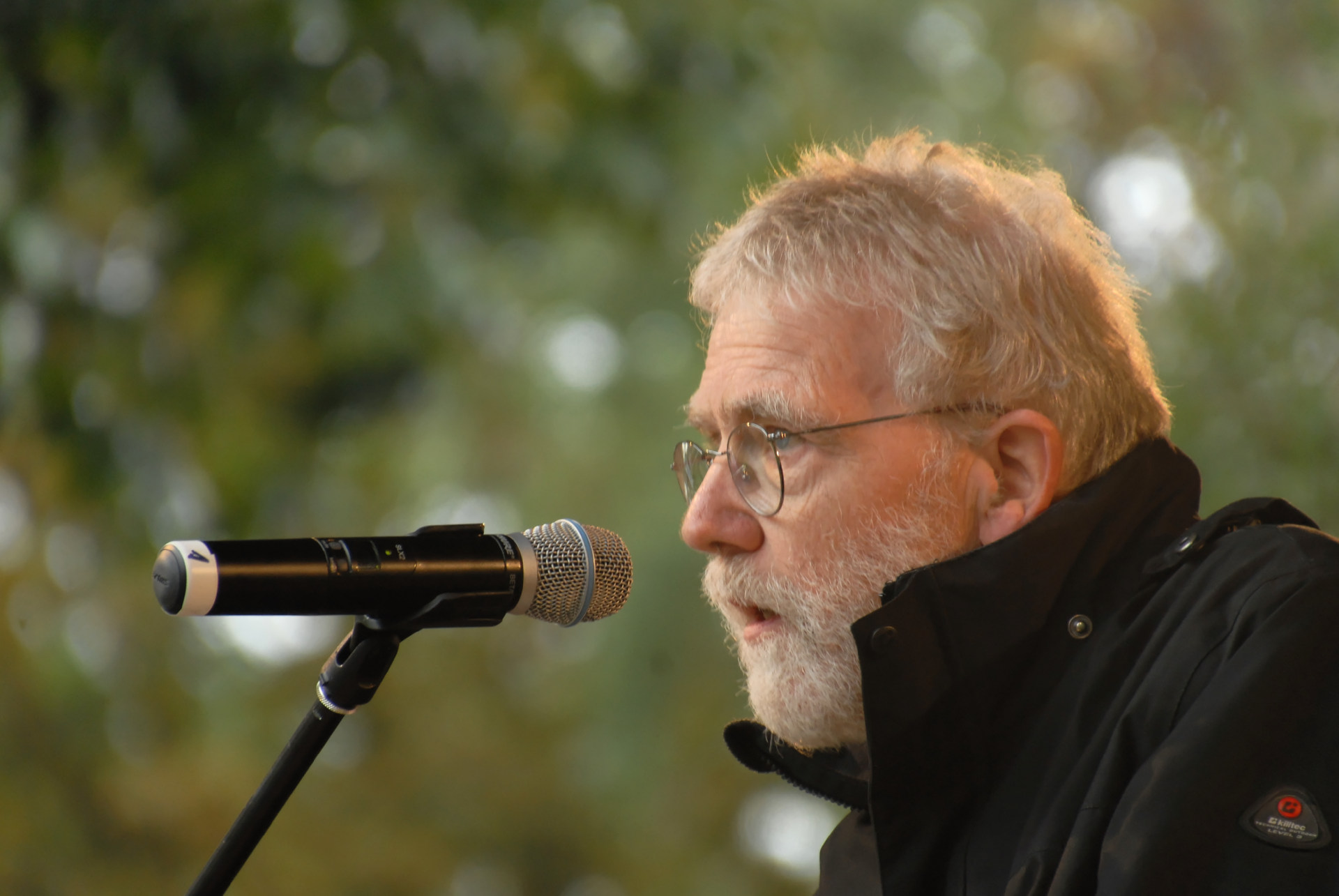
Jost Baum bei einer Lesung (2015)

Jost Baum (* 1954) ist ein deutscher Lektor und Krimiautor.

## Leben
Jost Baum studierte Sozialwissenschaften und Technik an der Bergischen Universität in Wuppertal. Während eines Auslandsaufenthaltes studierte er Soziologie an der Université de St. Etienne in Frankreich, und auch nach seinem Studium verbrachte er einige Zeit im Ausland. Zunächst verdiente er als Lektor in einem Schulbuchverlag und als Lehrender in der Erwachsenenbildung sein Geld in Wuppertal. Nebenbei schrieb er viele Kriminalromane, die durch den Klein & Blechinger Verlag veröffentlicht wurden. Jost Baum debütierte mit seinem Roman Computer weinen nicht. Darauf folgte eine Krimireihe mit der Hauptfigur des Bochumer Lokalreporters Eddie Jablonski. Als zweifacher Vater veröffentlicht Jost Baum erstmals auch Kinderkrimis. Die Feriendetektive ist u. a. in chinesischer Sprache erschienen.

## Veröffentlichungen (Auswahl)
Krimis
- Computer weinen nicht, Hilden 1989: Verlag für Polizeiliteratur, OA
- 68er Spätlese, Klein und Blechinger, Köln 1991, OA, HC
- Schrebergarten Blues, Klein und Blechinger, Köln 1992, OA
- Sohle Sieben, Klein und Blechinger, KBV Krimi 7, OA, 1996
- Die Feriendetektive, Kinderkrimi, edition albarello, Wuppertal 1999
- Picasso sehen und sterben. Provence-Krimi mit Rezepten. Oktober Verlag, Münster 2007, OA
- Des Todes langer Schatten. Mecklenburg-Krimi mit Rezepten. Oktober Verlag, Münster 2014, OA

Andere Bücher
- Flipper, Chips und Arbeitsplätze, (mit Bernd Essler und Wilfried Stascheit), Verlag Die Schulpraxis, Mülheim/R. 1984
- Computer und oder Pädagogik? : Ein Arbeits- u. Materialbuch zu d. neuen Techniken u. Medien / [Hrsg.: Gewerkschaft Erziehung u. Wiss. im DGB. Pädag. Bearb.: Jost Baum; Wilfried Stascheit. Red.: Jost Baum ...], Verlag Die Schulpraxis, Mülheim a.d. Ruhr 1985
- Personenüberwachungssysteme, Datenschutz, Volkszählung : Materialien, Projekte mit und ohne Computer, (als Hg, mit Wilfried Stascheit), Verlag Die Schulpraxis, Mülheim a.d. Ruhr 1986
- Computer in Betrieb: der Mensch in der automatisierten Produktion, Verlag Die Schulpraxis, Mülheim an der Ruhr 1987